# Rua Roberto Duarte Silva
A Rua Roberto Duarte Silva é um arruamento da freguesia de São Domingos de Benfica, em Lisboa.
Esta rua possui diversos edifícios que estão classificados pela Plano Director Municipal de Lisboa, no seu anexo III, como património municipal.
Roberto Duarte Silva foi um notável químico português do século XIX, nascido na ilha de Santo Antão em Cabo Verde.